# 이벳 니콜 브라운
이벳 니콜 브라운(Yvette Nicole Brown, 1971년 8월 12일 ~ )은 미국의 배우이다.

## 출연 작품
- 드림걸스 - 커티스의 비서 역
- 이웃
- WWE - 셸턴 벤자민의 엄마 역